# Гикавка звичайна
Гикавка звичайна, гикавка сива, гикавка сіра (Berteroa incana) — вид рослин з родини капустяних (Brassicaceae), поширений у Європі (крім півночі й заходу), Азії (крім півдня).

## Опис
Однорічна трав'яниста рослина 20–40 см заввишки. Рослина запушена зірчастими, гіллястими і простими волосками. Листки ланцетні. Китиця довга, вузька, прямостійна. Пелюстки білі, 5–6 мм довжиною, удвічі перевищують чашолистки. Стручечки еліптичні, 5–9 мм завдовжки і ≈ 3 мм завширшки, трохи стислі, густо вкриті короткими розгалуженими волосками, із стовпчиком тонким і довгим, 2–4 мм завдовжки. Прикореневе листя черешкове, оберненоланцетне, (2.5)3.5–8(10) см, в'яне у час цвітіння. Насіння лінзоподібне або яйцеподібно-кулясте, 1–2.3 мм в діаметрі. 2n = 16.

## Поширення
Поширений у Європі (крім півночі й заходу), Азії (крім півдня); натуралізований на півночі й заході Європи, на півдні Канади й у США.
В Україні вид зростає на сухих схилах, уздовж доріг і на полях — на всій території, звичайний.

## Галерея

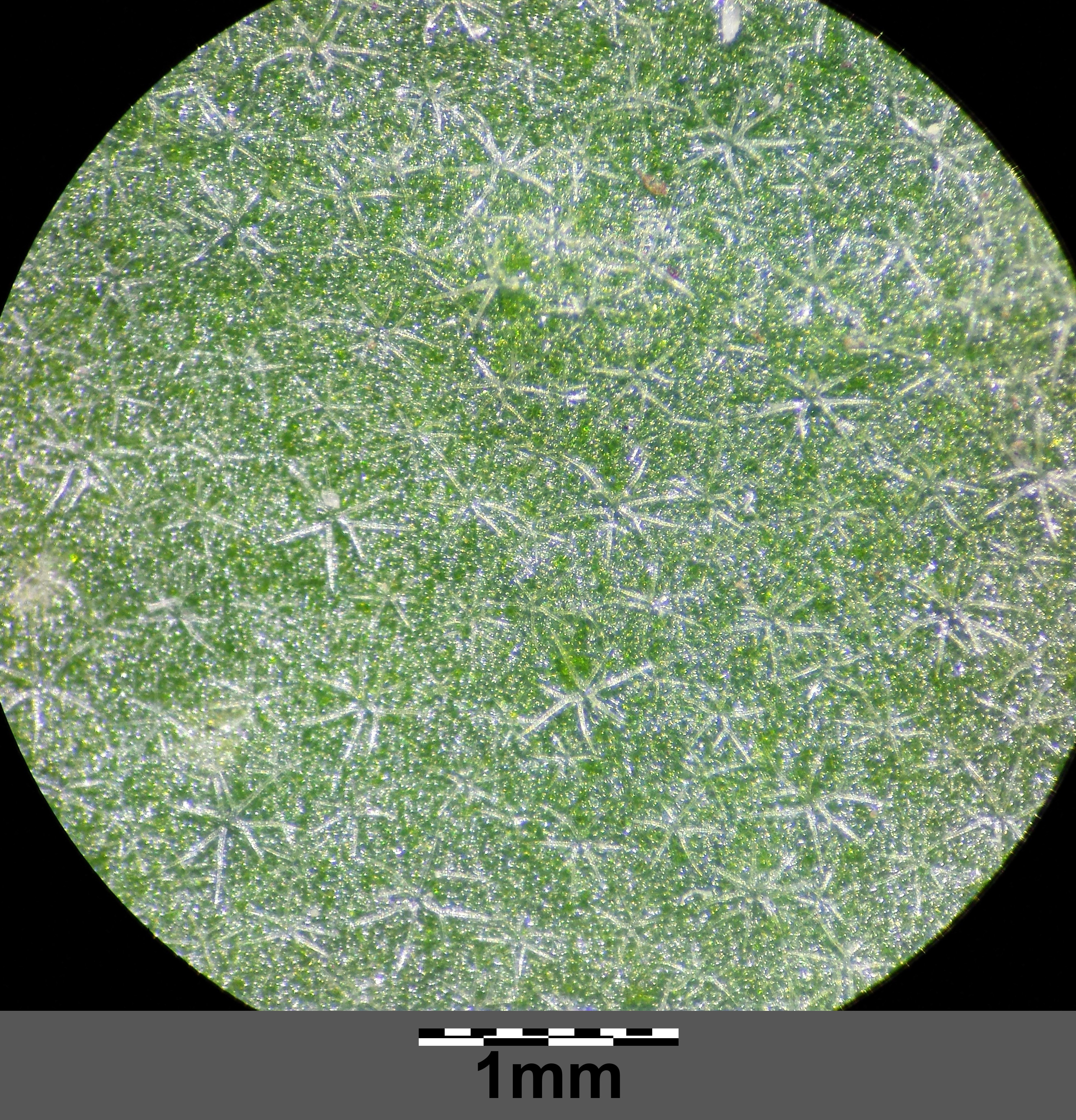
поверхня листка (видно зірчасті волоски)
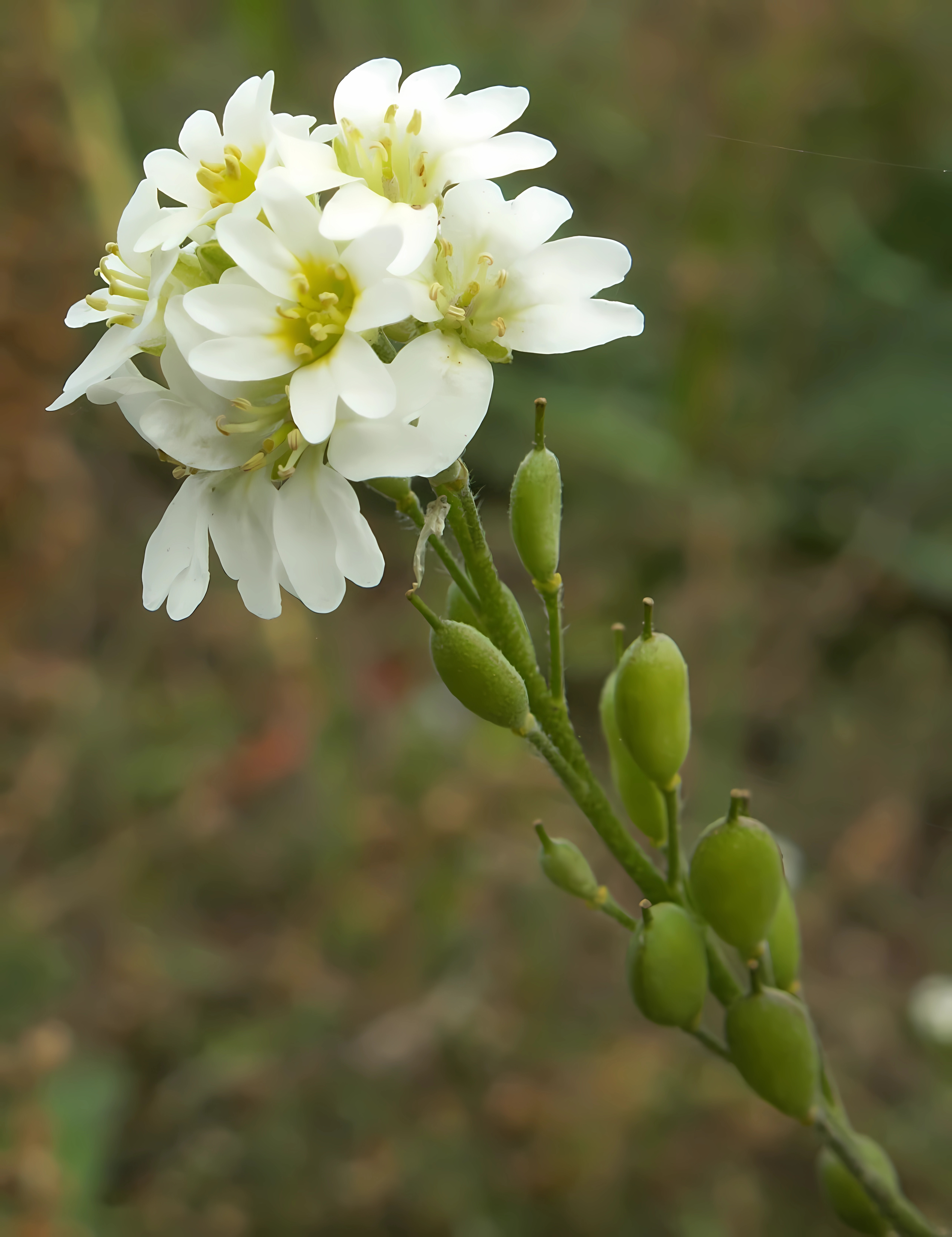
суцвіття
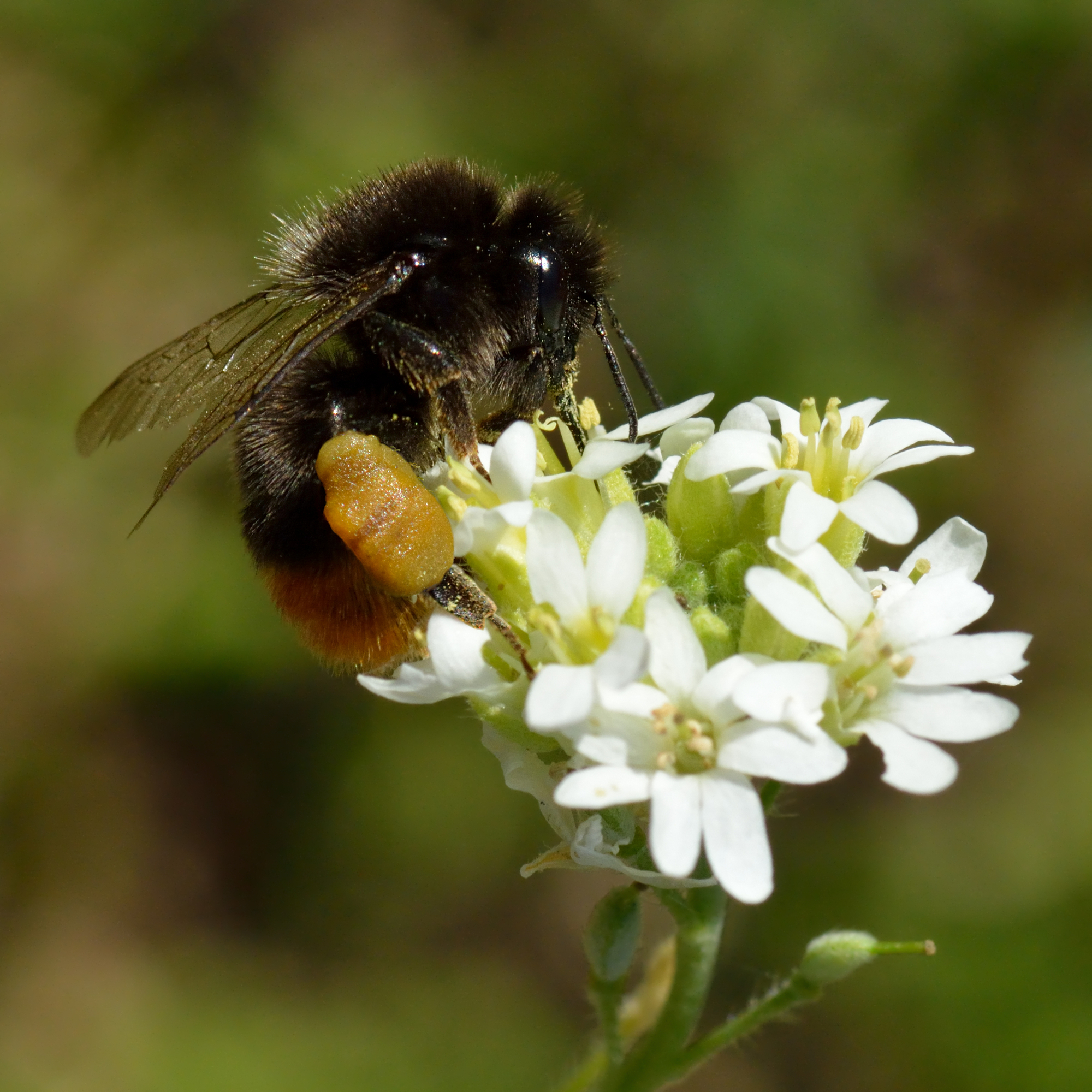
запилення за допомогою Bombus lapidarius
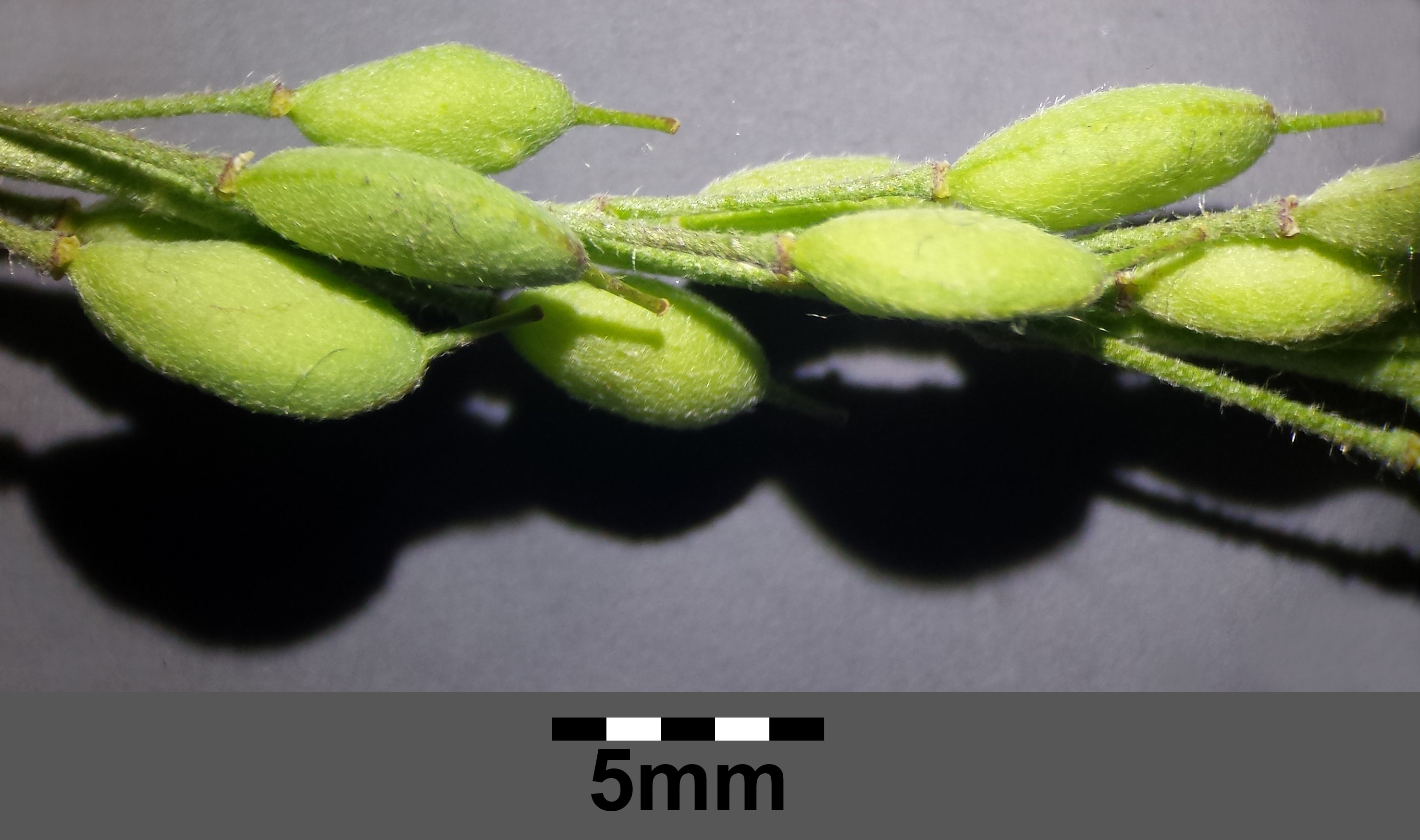
супліддя
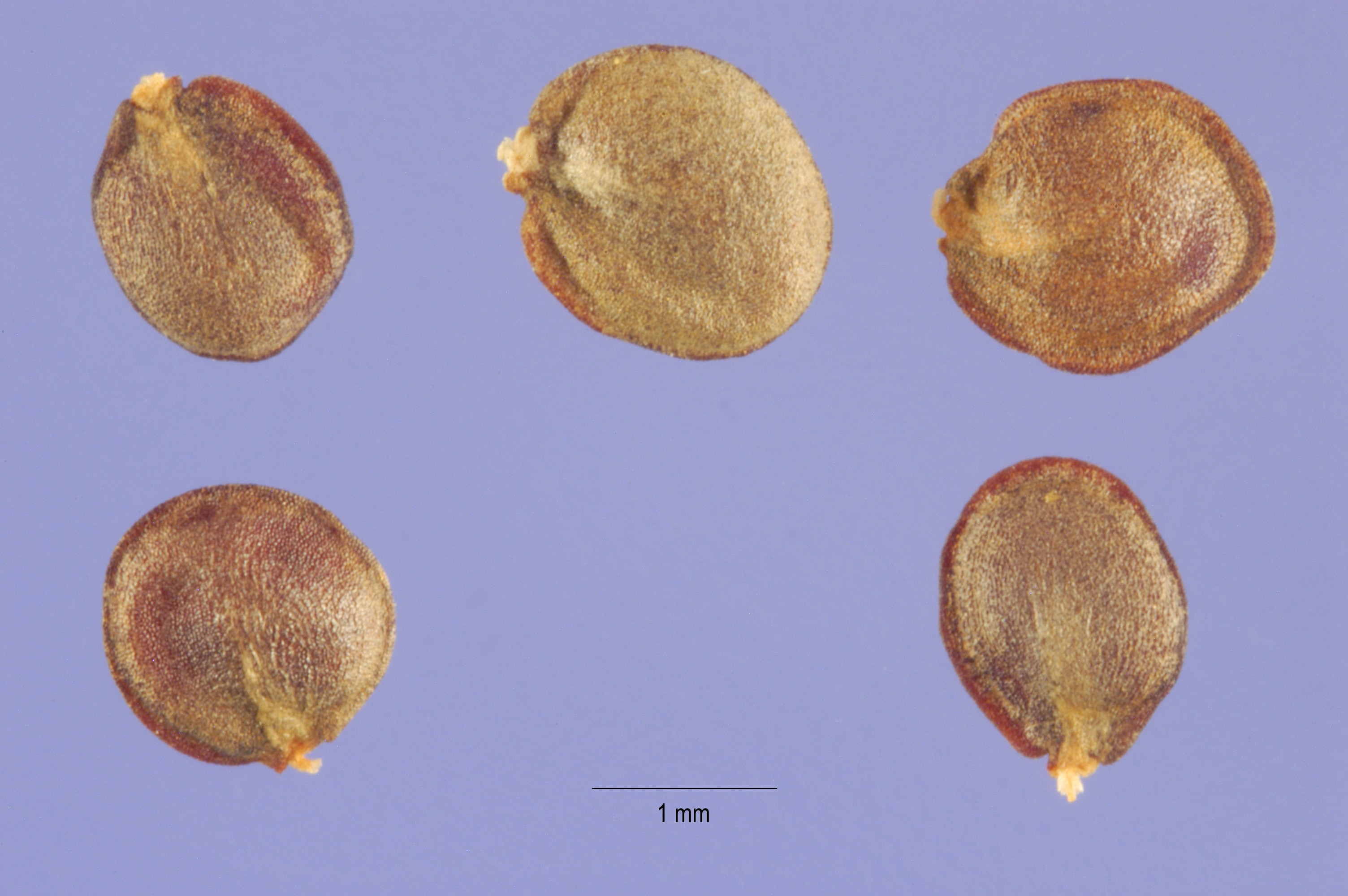
насіння
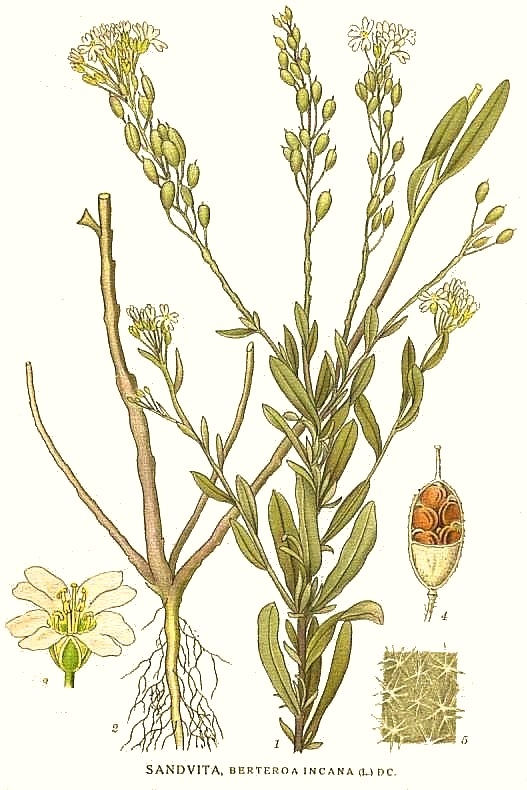
ілюстрація